# 크리스티나 토미치
크리스티나 토미치(크로아티아어: Kristina Tomić, 1995년 3월 29일~)는 크로아티아의 태권도 선수이다. 2020년 하계 올림픽 여자 플라이급에 참가했고 세계 선수권 대회에서 동메달 2개, 유러피언 게임에서 동메달 1개, 유럽 선수권 대회에서 금메달 1개를 획득했다.